# エドワード・シモンズ

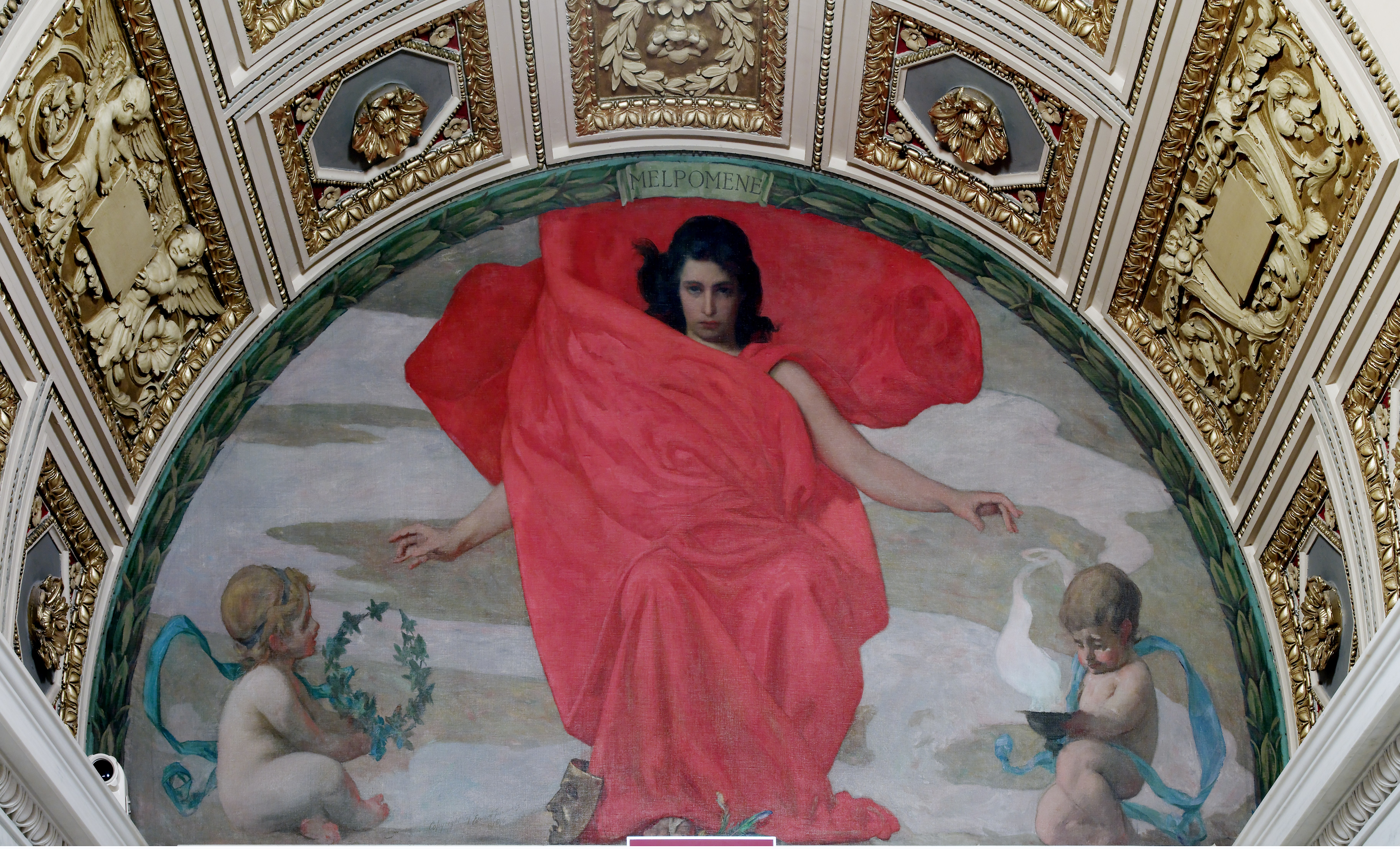
シモンズの壁画

エドワード・シモンズ（Edward Emerson Simmons、1852年10月27日 - 1931年11月17日）はアメリカ合衆国の画家である。アメリカの印象派の画家のグループ、「テン・アメリカン・ペインターズ」のメンバーになった一人である。多くの公共施設の壁画を描いたことでも知られる。

## 略歴
マサチューセッツ州のコンコードで牧師の息子に生まれた。1874年にハーヴァード大学を卒業した後、パリに渡り、私立の美術学校、アカデミー・ジュリアンで、ギュスターヴ・ブーランジェやジュール・ジョゼフ・ルフェーブルに学んだ 。
1894年にニューヨークの裁判所の壁画の壁画の製作者に選ばれたのに始まり、ワシントンの議会図書館など各地の公共機関の壁画を描いた。19世紀末のアメリカの建築や美術の世界での「American Renaissance」の運動の中のアーティストの一人とされている。
1898年にジョン・ヘンリー・トワックトマン、フレデリック・チャイルド・ハッサムらがアメリカの美術界の保守性に対抗するために創設した美術家グループ、「テン・アメリカン・ペインターズ」に加わり、その展覧会に出展した。
1922年に自伝、"From seven to seventy;memoires of a painter and a Yankee,"を出版した。

## 作品

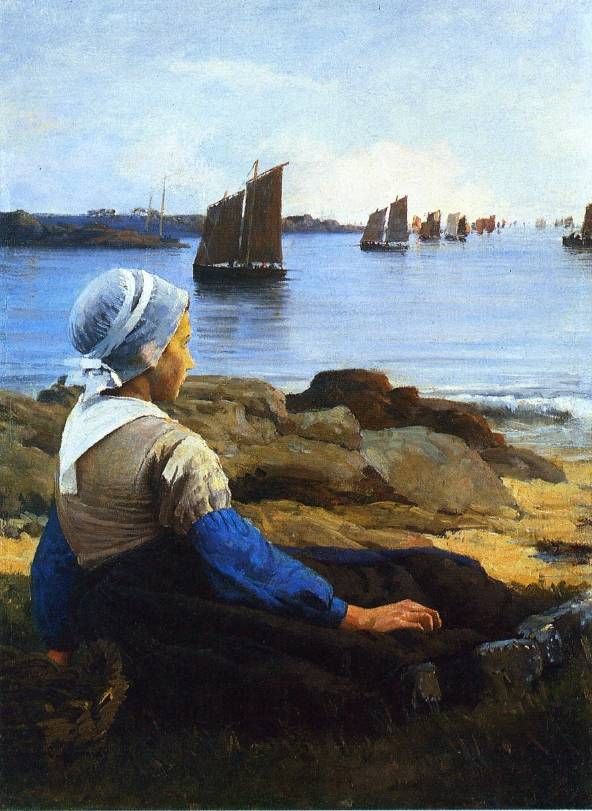
"Awaiting his return" (1884)
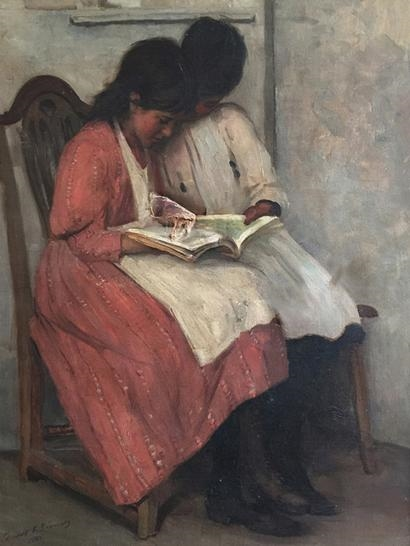
読書する2人の子供 (1890)
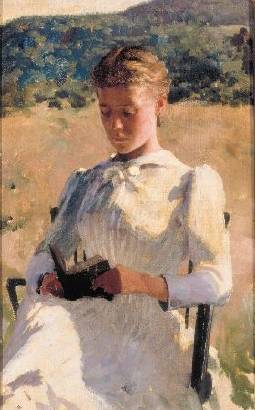
9月の午後 (1892)
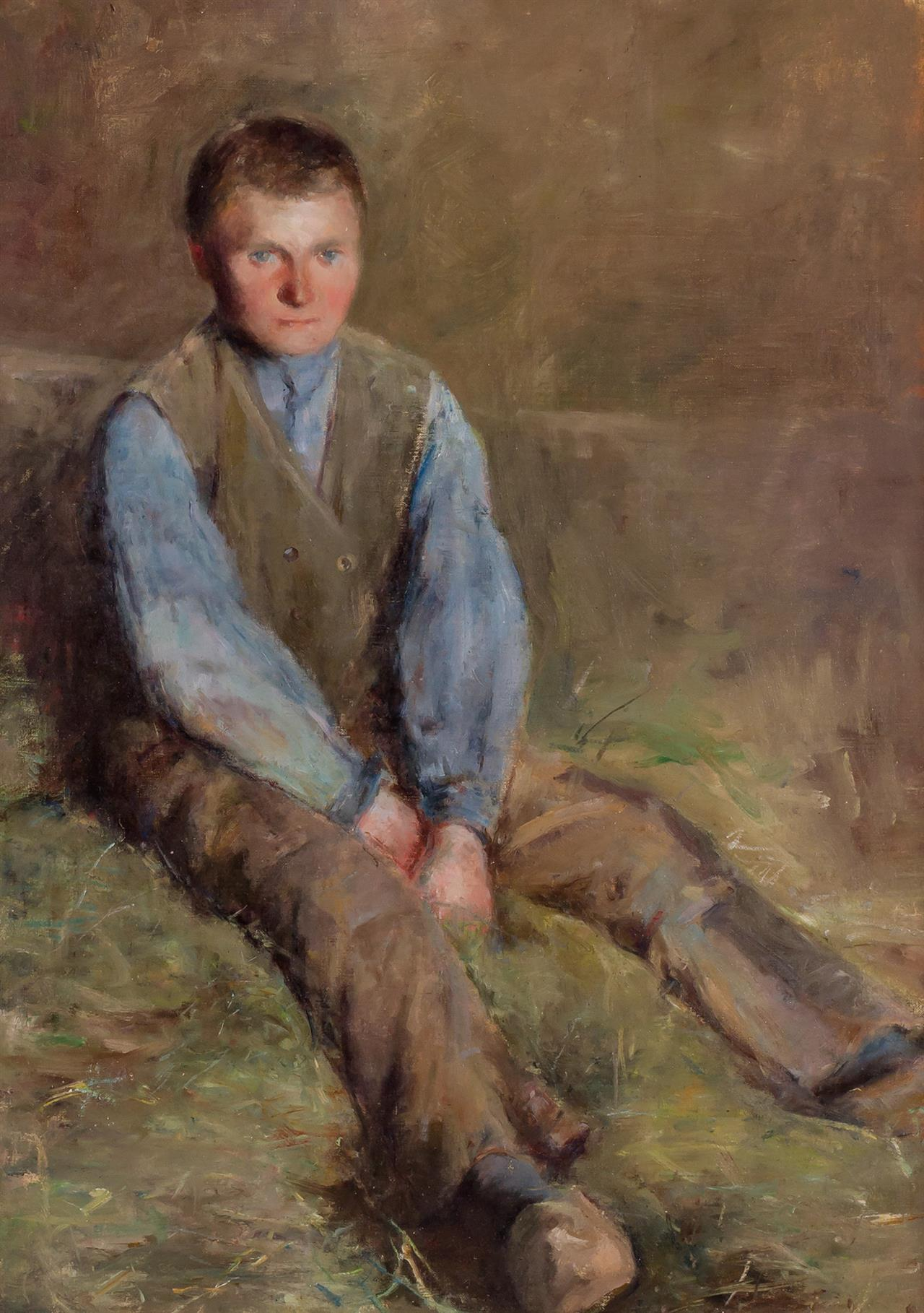
フランスの農家の少年

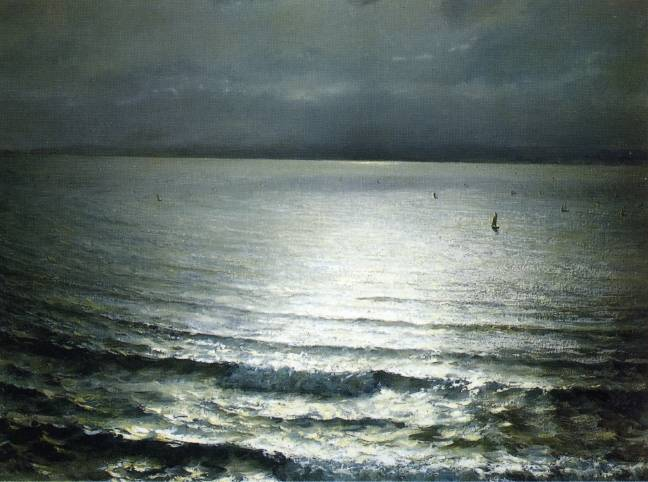
夜 (1889)
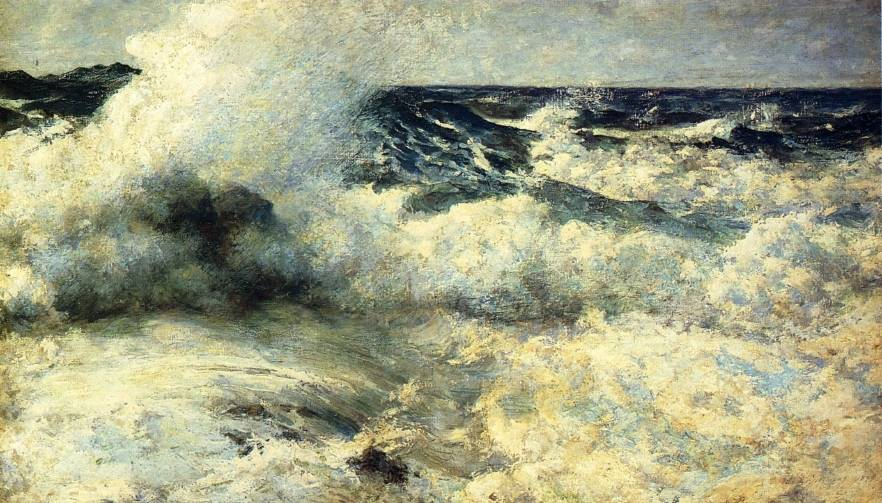
荒れる海 (1895)
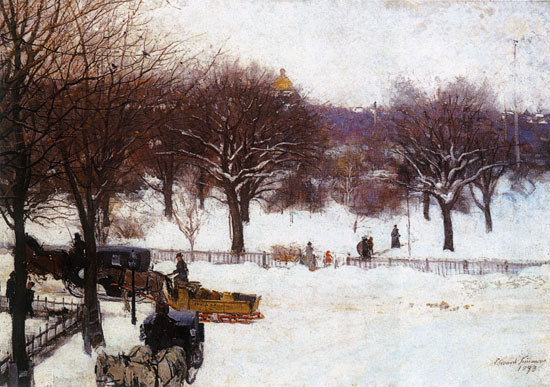
ボストンの公園 (1910)